# Eterpigny British Cemetery
Eterpigny British Cemetery is een Britse militaire begraafplaats uit de Eerste Wereldoorlog, gelegen in de Franse gemeente Éterpigny (Pas-de-Calais). De begraafplaats ligt aan de Rue Daniel Bernard op 370 m ten oosten van de Église Saint-Martin. Ze werd ontworpen door Edwin Lutyens in samenwerking met William Cowlishaw en wordt onderhouden door de Commonwealth War Graves Commission. Het terrein heeft een rechthoekige vorm en ligt lager dan het straatniveau. Via een 16-tal treden die zich vertakken naar de linker en rechter zijde van de begraafplaats betreedt men het terrein. De begraafplaats wordt omgeven door een natuurstenen muur. Het Cross of Sacrifice staat achteraan.
Er liggen 66 doden waaronder 10 niet geïdentificeerde.

## Geschiedenis
De begraafplaats werd door de 4th en de 1st Division gestart en werd vanaf het einde van augustus 1918 tot midden oktober van datzelfde jaar gebruikt. Eén graf werd na de wapenstilstand toegevoegd. 
Er worden 44 Britse, 12 Canadese en 10 niet geïdentificeerde slachtoffers herdacht. Eén Brit wordt met een Special Memorial herdacht omdat zijn graf niet meer gelokaliseerd kon worden en men aanneemt dat hij zich onder een naamloos graf bevindt.

## Onderscheiden militairen
- Roderick Ogle Bell-Irving, majoor bij de Canadian Infantry werd onderscheiden met Distinguished Service Order en het Military Cross (DSO, MC).
- Hugh Sylvester McLennan, sergeant bij de Canadian Infantry werd onderscheiden met de Distinguished Conduct Medal (DCM).
- luitenant Stuart Robertson Widmeyer en de soldaten G. Smith en Eldon Elon Elston ontvingen de Military Medal (MM).